# Geraldo Trindade Leal

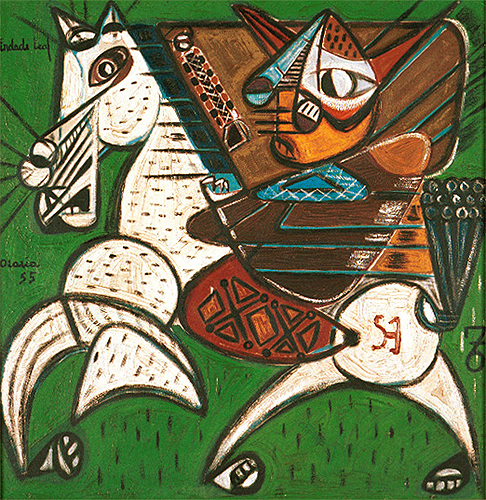
Ginete, óleo sobre tela, 1955, acervo do Museu de Arte do Rio Grande do Sul

Geraldo Trindade Leal (Santana do Livramento, 1927 - Porto Alegre, 2013) foi um gravurista, desenhista, ilustrador e pintor brasileiro, um dos pioneiros do modernismo no Rio Grande do Sul. 

## Biografia
Nascido em Santana do Livramento em 1927, em uma família de comerciantes e fazendeiros proprietários da Fazenda Olaria, desde cedo entrou em contato com a cultura gauchesca. Interessado pela arte, começou o desenvolvimento de seus meios de expressão de maneira autodidata. Em 1947 mudou-se para Porto Alegre, onde iniciou o curso livre do Instituto de Artes, mas foi reprovado no exame e em 1948 mudou-se para São Paulo, onde desenvolveria a maior parte de sua carreira, passando, entretanto, temporadas em várias cidades brasileiras. Em 1951 e 1952 teve obras aceitas no Salão Paulista de Arte Moderna.
Viajando para a Bahia, frequentou o atelier de Mário Cravo Júnior, com quem colaborou, e que chamou sua atenção para os temas regionalistas. Na Bahia também pesquisou a obra de Pablo Picasso e o cubismo, colaborou com Pancetti, Caribé e Lasar Segall na pintura de murais, e realizou sua primeira individual na Galeria Oxumaré.
Voltando ao Rio Grande do Sul, em 1953 participou da fundação da Sociedade Amigos da Arte, e em 1954 participou da primeira exposição organizada pelo recém-fundado Museu de Arte do Rio Grande do Sul e apresentou sua primeira individual na cidade, na galeria do Instituto Cultural Brasileiro-Norte-Americano. No ano seguinte fez outra individual na mesma galeria. Estudou xilogravura com Francisco Stockinger e também desenvolveu trabalhos de cenografia. Neste período participou do Grupo de Bagé e do Clube de Gravura de Porto Alegre. Entre 1958 e 1959 viveu em Florianópolis, dando aulas de gravura, entrando em contato com Hugo Mund Júnior, Salim Miguel, Eglê Malheiros e Dimas Rosa, e fazendo uma individual no Museu de Arte de Santa Catarina.
Participou de muitas exposições individuais e coletivas no Brasil e exterior, entre elas a Bienal de São Paulo de 1963 e a Bienal de Ljubliana de 1965. Também participou de outras exposições no Museu de Arte do Rio Grande do Sul, no Museu de Arte Moderna de São Paulo, no Museu de Arte de São Paulo, na Fundação Armando Alvares Penteado, na galeria do Itaú Cultural, no Museu de Arte Leopoldo Gotuzzo e outros, participou de coletivas em várias cidades europeias. Em 1998 o Museu de Arte do Rio Grande do Sul, em parceria com a Caixa Econômica Federal, organizou uma retrospectiva acompanhada pela publicação de um livro, A Arte de Trindade Leal, incluídos no projeto Caixa Resgatando a Memória, centrado em importantes figuras da arte sulina, e em 2025 foi montada outra retrospectiva na Casa da Memória Unimed, em Porto Alegre, paralela ao lançamento de um livro sobre sua trajetória, Trindade Leal – Moderno Fronteiriço.

## Obra
Seu trabalho plástico na pintura, na gravura e no desenho enfoca temas gauchescos, mas não se limitou a eles, abordando, em diferentes etapas, o erotismo, o fantástico e as memórias de infância na campanha. Às vezes é considerado um artista naïf, mas embora tenha sido em parte autodidata, recebeu alguma instrução no Instituto de Artes de Porto Alegre e depois fez cursos com artistas consagrados. Foi um dos primeiros artistas a trabalhar em linhas modernistas no Rio Grande do Sul, e na década de 1970 estava entre os artistas mais procurados no mercado de arte de Porto Alegre, quando o trabalho dos primeiros modernistas estava em alta.
Para o crítico Paulo Gomes, sua obra "é de caráter expressionista, destacando-se pela constituição de uma linguagem pessoal fundada na simplificação das formas e pelo intenso colorido". Destaca-se sua participação nos grupos de gravura de Bagé e Porto Alegre, que renovaram as artes gráficas do estado, influenciando outros artistas brasileiros com uma proposta de aproximação da arte com os trabalhadores e a cultura popular, preferindo a gravura por considerá-la democrática e financeiramente mais acessível. Conforme Stori & Sanchez, pretendiam usar a arte "como um instrumento de valorização do homem e como um elemento capaz de aproximação e conscientização do público quase sempre tão distante das artes plásticas e dos acontecimentos artísticos de vanguarda daquele momento. [...] Tiveram como princípios estéticos, os do Realismo Socialista num estilo figurativo realista com certa influência expressionista". Segundo o crítico Carlos Scarinci, as gravuras de Trindade Leal "têm uma índole especial no panorama gráfico riograndense. Abordando uma temática ao mesmo tempo popular e passional, ele realiza uma espécie de expressionismo surrealizante, onde o tema do lobisomem e o do drama amoroso se fundem. O seu corte xilográfico aproxima-se de uma linguagem ingênua de feição popular, muito coerente com a temática alucinatória e popular que aborda. Na sua obra, pela primeira vez, o popular, senão o nacional, é expresso artisticamente desde dentro, numa adesão pessoalíssima do artista ás mitologias do povo".

## Distinções
- Prêmio Aquisição em Pintura no 2º Salão Paulista de Arte Moderna, 1952.[5]
- Grande Prêmio Aleijadinho no 9º Salão da Associação Francisco Lisboa, 1957.[14]
- 1º Prêmio de Gravura no Prêmio Leirner de Arte Contemporânea, 1960.[15]
- Prêmio no 1º Salão do Jovem Desenho Nacional, 1964.[5]
- Tem obras no Museu de Arte Contemporânea da USP,[16] na Pinacoteca Barão de Santo Ângelo da UFRGS,[17] no Museu de Arte do Rio Grande do Sul, e no Museu de Arte de Santa Catarina.[5]